# Kirghizistan
Il Kirghizistan o Kirghisistan (in kirghiso Кыргызстан?, Qırğızstan; in russo Кыргызста́н?, Kyrgyzstan), anche Chirghisia, Kirghisia o Kirghizia, ufficialmente Repubblica Kirghisa (in kirghiso Кыргыз Республикасы?, Qırğız Respublikası; in russo Киргизская Республика?, Kirgizskaja Respublika), è uno Stato dell'Asia centrale, in gran parte montuoso, dominato dalla catena del Tian Shan. Confina a nord con il Kazakistan, a ovest con l'Uzbekistan, a sud-ovest con il Tagikistan e a est con la Cina. La sua superficie è di circa 200000 km² e ospita una popolazione di circa 7 milioni di persone. La capitale e città più importante è Biškek, chiamata Frunze durante il periodo sovietico.
Il Kirghizistan prende il nome dal popolo dei kirghisi, unito a -stan che significa "paese". L'area che oggi corrisponde al Kirghizistan è stata abitata fin dalla preistoria, con tracce di insediamenti umani risalenti al Paleolitico. Nel corso dei secoli, la regione ha visto il passaggio e l'insediamento di numerose popolazioni nomadi, inclusi gli Sciti e successivamente i Turchi. Durante il medioevo, il territorio fece fu incluso tra i domini dei Karakhanidi e dell'Impero mongolo di Gengis Khan. Nel XIX secolo, il Kirghizistan cadde progressivamente sotto il controllo dell'Impero Russo e, dopo la rivoluzione d'ottobre del 1917, divenne parte dell'Unione Sovietica come Repubblica Socialista Sovietica Kirghisa nel 1936. Durante l'era sovietica, il paese subì profonde trasformazioni economiche e sociali, con un'intensa industrializzazione e una forte politica di russificazione. Il Kirghizistan dichiarò l'indipendenza dall'Unione Sovietica il 31 agosto 1991, diventando uno Stato indipendente. Dopo l'indipendenza il Kirghizistan è stato segnato dalla rivoluzione dei tulipani nel 2005 e da una serie di rivolte nel 2010.
Il Kirghizistan è una repubblica parlamentare, una delle poche in Asia centrale. La sua economia è in via di sviluppo e si basa su agricoltura ed estrazione mineraria. Il paese fa parte di diverse organizzazioni internazionali, tra cui le Nazioni Unite, l'Organizzazione per la Cooperazione di Shanghai e l'Unione economica eurasiatica. Nel paese sono presenti tre patrimoni dell'umanità riconosciuti dall'UNESCO.

## Etimologia
Il nome "kirghiso" sembra derivare dalla parola turca che indica "quaranta", in riferimento ai quaranta clan del Manas, un eroe leggendario che unì quaranta clan regionali contro gli uiguri. Il nome "kirghiso" o "kirghizo" significa "terra delle quaranta tribù", ed è composto da tre parole: kyrg (kırk) che significa "quaranta", yz (uz) che significa "tribù" nel turco orientale, e -stan che significa "terra" in persiano.

## Storia

### Storia antica
I primi abitanti del Kirghizistan furono il popolo degli Sciti, che qui si stabilirono dal VI al V secolo a.C. Successivamente la zona sudorientale fu parte dell'Impero persiano achemenide, più precisamente della Satrapia della Sogdiana, che aveva come fulcro e capoluogo la città uzbeka di Samarcanda. La Sogdiana fu espugnata nel 327 a.C., quando anche la zona dell'odierno Kirghizistan cadde in gran parte sotto l'influenza del Regno di Macedonia di Alessandro Magno. Dunque passò al dominio della dinastia seleucide sino a che l'avvento dei Parti non pose fine completa all'età ellenistica in queste zone. I Sogdiani, indigeni sciti della zona, erano noti per la loro tolleranza verso le religioni altrui. Il buddismo, il manicheismo, i nestoriani e i seguaci di Zoroastro avevano significative quantità di adepti e rimasero fra i principali attori del commercio sulla via della seta fino alle invasioni dei musulmani nell'VIII secolo.

### Storia medioevale ed età moderna

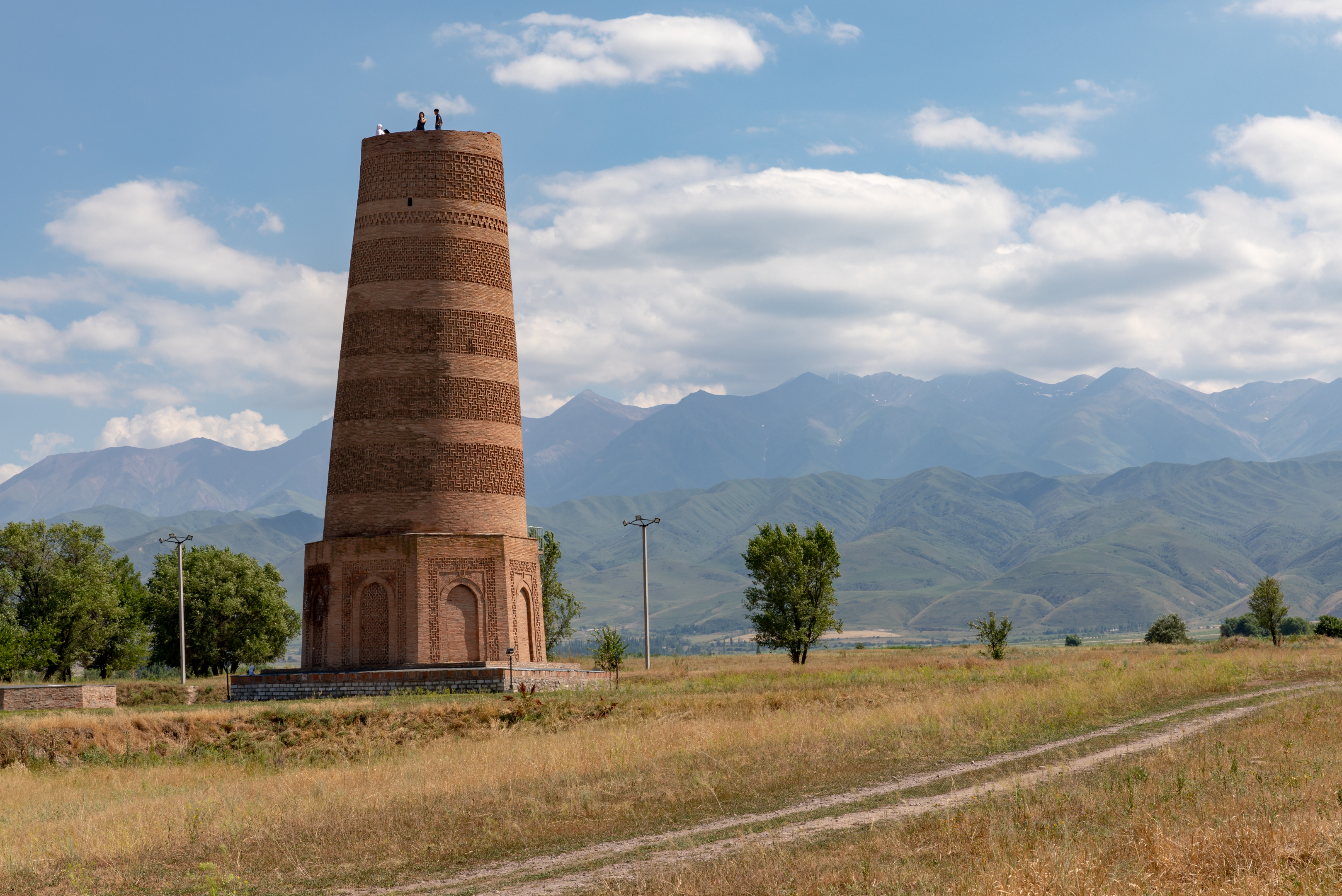
La torre di Burana costruita nel IX secolo nell'antica città di Balasagun

Le prime menzioni dei kirghisi compaiono nelle cronache cinesi della dinastia Han occidentale del II secolo a.C. Nel 201 a.C. essi furono sottomessi dagli eserciti nomadi degli Xiongnu, comandati dal chanyu Modu, che imposero sulle tribù kirghise forme di tassazione e di controllo politico, affidando nel I secolo a.C. l'amministrazione delle valli kirghise al generale cinese Li Ling. A metà del I secolo a.C. la confederazione degli Xiongnu fu scossa da una guerra di successione che portò alla divisione del potere tra il chanyu Huhanye, insediatosi nelle regioni mongole e alleato della dinastia Han occidentale, e il suo fratellastro Zhizhi, che espanse invece la propria influenza nelle regioni occidentali del Xiyu. Nel 49 a.C. quest'ultimo assoggettò le tribù kirghise, ma il suo dominio fu effimero e nel 36 a.C. in una battaglia contro gli Han venne sconfitto dal generale cinese Chen Tang. Con la morte di Zhizhi e il progressivo declino della potenza degli Xiongnu, i kirghisi ottennero probabilmente una maggiore autonomia politica, tanto che per lungo tempo scomparvero dalle cronache cinesi.
Un passo importante nella storia kirghisa fu l'avvento dei Turchi, nel IV secolo, che diedero il nome ai Kirghisi (da "kyrgyz", "rosso"), e nell'VIII secolo, quando sopraggiunsero gli Arabi, e nell'840, quando arrivarono gli Uiguri. Di conseguenza i popoli kirghisi fin dall'età medievale furono incrocio di culture, religioni, tradizioni ed etnie differenti.
Nel 1207 la terra fu conquistata dall'Impero mongolo di Gengis Khan, per essere parte del Khanato Chagatai. Nel 1510 per il popolo kirghiso arrivò la libertà, ma provvisoria, poiché furono frequenti le invasioni di Calmucchi, Manciù e Uzbeki. Questo periodo di forte instabilità durò per tre secoli, sino all'Ottocento, quando il Kirghizistan entrò anche formalmente a essere parte dell'uzbeko Khanato di Kokand.

### Impero russo

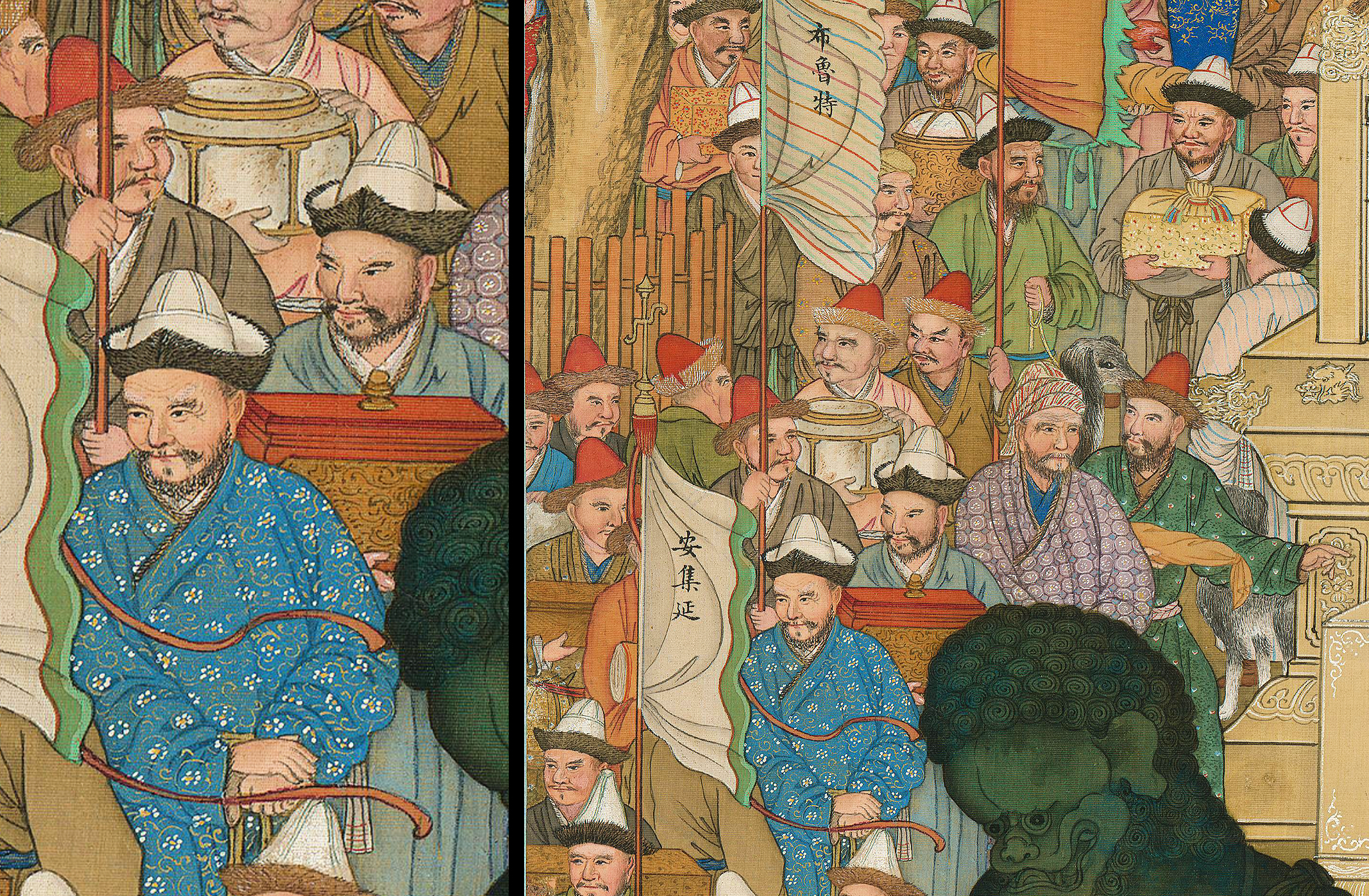
Delegati delle tribù kirghise a Pechino nel 1758 rappresentati nel dipinto cinese delle Diecimila nazioni che vengono a rendere omaggio

Nel XVIII secolo il territorio del Kirghizistan entrò progressivamente nella sfera d'influenza delle grandi potenze regionali. Con la sconfitta del Khanato degli Zungari da parte dell'Impero cinese, nel 1758 i principali rappresentati delle tribù kirghise si recarono a Pechino per riconoscere la sovranità cinese sul territorio. I pochi valichi disponibili tra le catene montuose del Tian Shan limitarono fortemente le comunicazioni tra le tribù kirghise, questa frammentazione territoriale e politica indebolì la capacità di difesa collettiva, favorendo nel 1762 la conquista delle valli kirghise da parte del Khanato di Kokand, una monarchia feudale uzbeka di religione islamica stabilitasi nella valle di Fergana all'inizio del XVIII secolo. le autorità del Khanato imposero un duro regime sulle tribù kirghise: confiscarono terre per costruire fortezze e avamposti commerciali, imposero pesanti tributi e arruolarono con la forza i giovani kirghisi nell'esercito. Per contrastare il Khanato, le tribù kirghise decisero allora di rivolgersi all'Impero russo inviando nel 1785 una prima delegazione a San Pietroburgo, corrisposta due anni dopo dalla visita di una delegazione russa nelle valli kirghise. Nel 1814 e nel 1824 delegazioni provenienti dal Ysyk-Köl si recarono in Siberia chiedendo allo zar Alessandro I di Russia protezione contro il Khanato. Negli anni venti e trenta, il malcontento sfociò in numerose rivolte, provocando la dura reazione del khan Madali, che nel 1825 attaccò i kirghisi della valle di Čuj e costruì le piazzeforti di Pišpek e Tokmok per consolidare il controllo sul territorio.

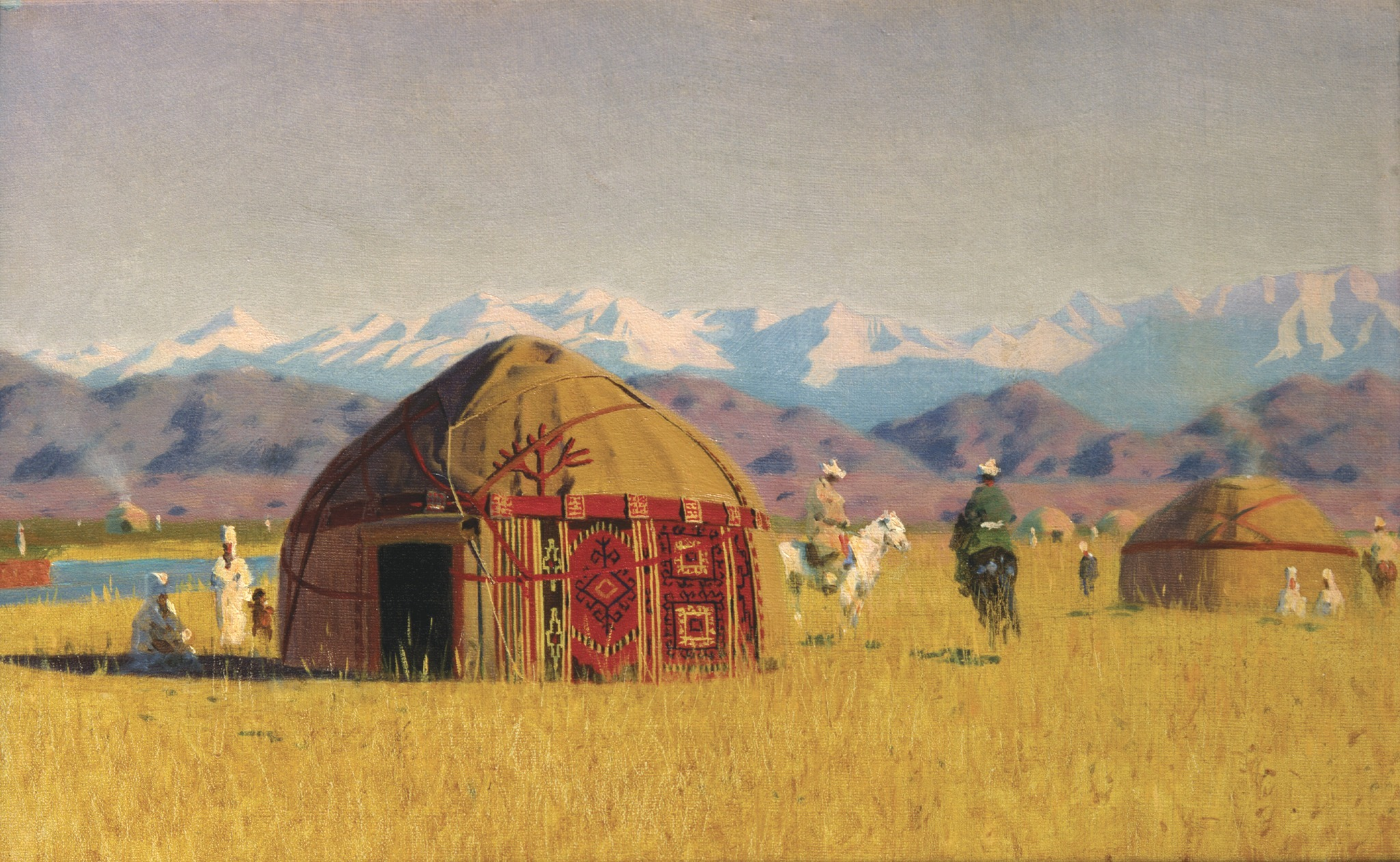
Yurte kirghise della valle di Čuj dipinte dal pittore russo Vasilij Vasil'evič Vereščagin nel 1870

Il Khanato fu occupato nel 1876 dall'Impero russo; iniziò così il lungo periodo egemonico russo sul Kirghizistan. I kirghisi tentarono parecchie insurrezioni, che durarono molto tempo, e molti emigrarono in Afghanistan, insofferenti al potere russo, o in Cina. La più forte ribellione avvenne nel 1916, repressa nel sangue.

### Unione Sovietica
La sovranità russa dunque continuò, e fu nel 1918 che iniziò l'era dei Soviet. Per il Kirghizistan iniziò un'età di scolarizzazione e alfabetizzazione di massa, e di forte industrializzazione connessa all'urbanizzazione del territorio, arido e selvaggio. Ciò continuò per tutto il Novecento, nonostante la forte repressione di movimenti contrari al regime, ma nacquero dei movimenti culturali clandestini. Contemporaneamente, iniziò un periodo di conflitto etnico con la minoranza uzbeka della regione di Oš.

### Kirghizistan indipendente
I conflitti etnici non si fermarono nemmeno con l'indipendenza del Paese, nel 1990, in seguito allo scioglimento dell'URSS: nonostante la formale indipendenza, dal punto di vista economico vi era infatti ancora una stretta connessione con il governo di Mosca. Venne eletto come primo Presidente Askar Akayev, che nel 1991 annunciò le dimissioni dal Partito Comunista dell'Unione Sovietica, e il 31 agosto 1991 l'indipendenza diventò completa. Scandali politici di corruzione colpirono il Paese nel 1993, e Akayev cambiò il governo, ma rimase Presidente, prolungando la durata della sua carica con un referendum ove ricevette il 96,2% dei voti positivi. Akayev formò un nuovo Parlamento nel 1995 e rimase al potere sino al 2005, quando dopo elezioni considerate non trasparenti anche dall'OSCE (la CSI ebbe opinione contraria) si dovette dimettere in seguito alle violente proteste contro il suo potere, considerato un regime corrotto e autoritario. Questa fu la cosiddetta rivoluzione dei tulipani.
Fu eletto nel luglio dello stesso anno Kurmanbek Bakiev con l'89% dei voti, con la speranza di un cambiamento per il Paese. Il nuovo presidente eletto si era guadagnato la fiducia del popolo promettendo una riforma radicale dello stato: maggior democrazia, sviluppo economico, lotta alla corruzione. Di fatto le cose andarono molto diversamente: Bakiev modificò più volte la costituzione accrescendo i propri poteri, chiuse le sedi di alcuni giornali non graditi e fece arrestare alcuni esponenti politici dell'opposizione. Nel 2007 represse con violenza le proteste dell'opposizione, che lo accusava di corruzione e di aver ignorato le sue promesse del 2005. Bakiev inoltre si allontanò dalla Russia di Putin mantenendo la base americana nell'aeroporto di Biškek-Manas. Bakiev fu rieletto nel 2009 col 76,12% dei voti. Le elezioni non furono considerate trasparenti dall'OSCE, che le considerò macchiate da brogli, nonché circondate da un contesto tutto favorevole al presidente Bakiev, con un'informazione totalmente controllata a suo favore. 
Nel marzo 2010 allora la leader dell'opposizione Roza Otunbaeva si recò a Mosca per chiedere appoggio al governo russo, e dopo averlo ottenuto si mise a capo di un movimento di protesta nella capitale. Il 6 aprile grandi folle di oppositori si riversarono nelle strade, per chiedere le dimissioni del Presidente. Le proteste si fecero sempre più violente (almeno 75 furono i morti). I manifestanti occuparono la sede dei servizi segreti, e infine, la TV di Stato. Roza Otunbaeva divenne quindi presidente del Kirghizistan ad interim con un colpo di Stato, con la promessa di nuove elezioni democratiche a fine anno, per portare la democrazia in Kirghizistan. L'ex presidente Bakiev si rifugiò allora nella città di Osh rifiutandosi di riconoscere il nuovo governo. Bakiev fu però costretto a rifugiasi prima in Kazakistan e poi in Bielorussia, ma nel frattempo, nel giugno 2010 nella città di Osh scoppiarono delle violente rivolte, che hanno rischiato di far sfociare in una guerra civile tra i kirghisi e la minoranza uzbeka. I profughi raggiunsero i 200 000 con 191 decessi accertati, ma la Otumbaeva ha dichiarato che probabilmente i morti sono almeno 2 000, e ha chiesto l'aiuto russo e internazionale. Il 3 luglio 2010 Roza Otunbaeva ha giurato come Presidente della Repubblica e anche come Capo di governo; Nel 2011 la Otunbaeva non si è ripresentata alle elezioni spianando la strada a Almazbek Atanbayev.
Le elezioni di novembre 2011 sono state vinte da Almazbek Atambaev, leader del partito socialdemocratico e allora primo ministro. Atambayev ha prestato giuramento come presidente il 1º dicembre 2011 e Omurbek Babanov è stato nominato primo ministro. Nell'ottobre 2020 il Paese è stato scosso da violente proteste quando i cittadini sono scesi in piazza, contestando i risultati delle elezioni parlamentari del 4 ottobre 2020 che avevano visto i due partiti vicini a Sooronbay Jeenbekov vincere la quasi totalità dei seggi. Dall'indipendenza, il Kirghizistan ha compiuto sviluppi come la creazione di mezzi di informazione veramente liberi e la promozione di un'opposizione politica attiva. Alla fine dell'aprile 2021 un conflitto per l'acqua si è trasformato in uno dei più gravi scontri di confine tra il Kirghizistan e il Tagikistan dall'indipendenza nel 1991. Nel settembre 2022, sono scoppiati scontri armati, compreso l'uso dell'artiglieria, lungo gran parte del confine tra Kirghizistan e Tagikistan.

## Geografia

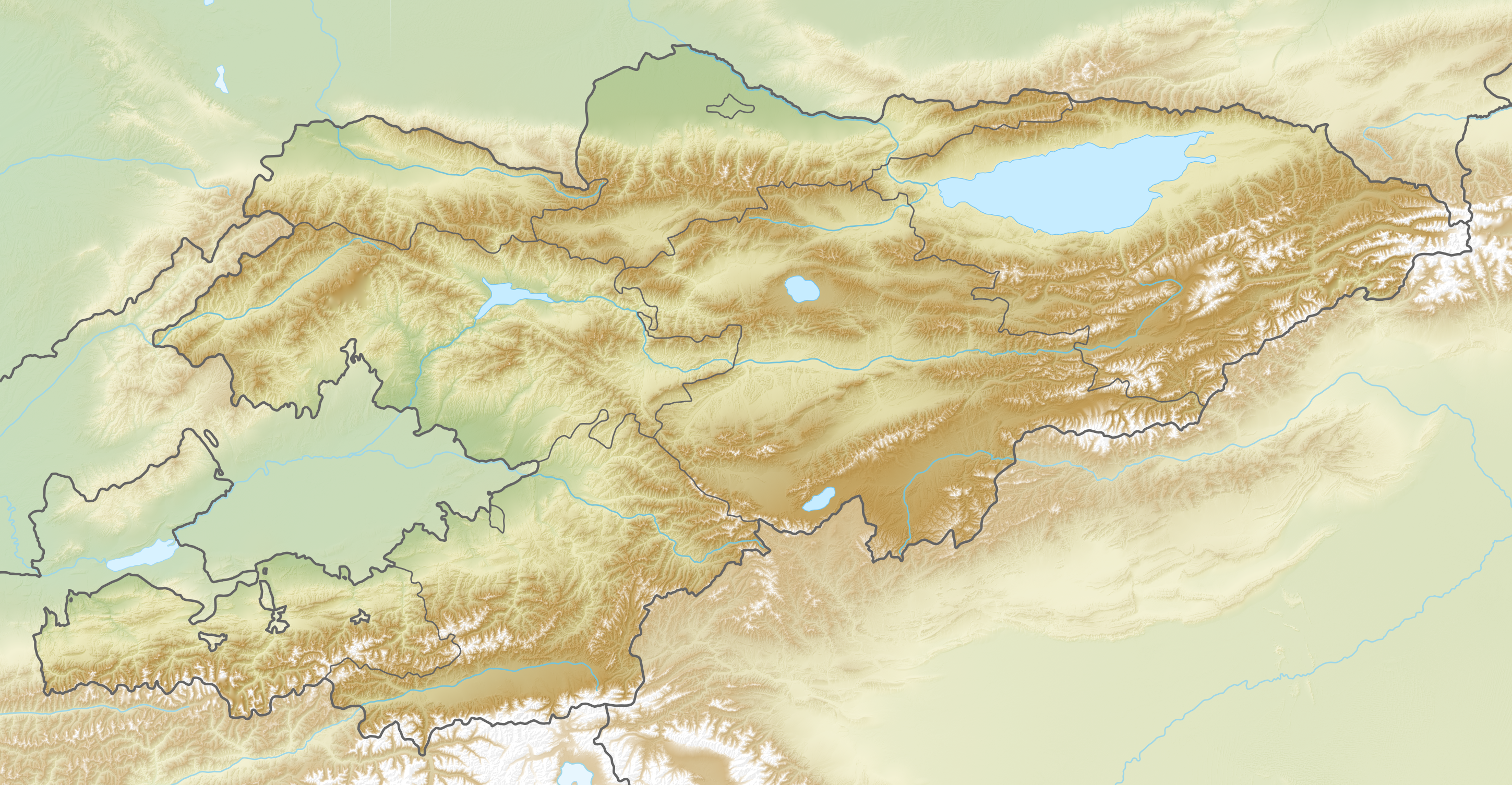
Carta fisica del Kirghizistan

Il Kirghizistan è uno stato senza sbocco al mare dell'Asia centrale collocato tra il 39° e il 43° parallelo nord e il 69º e 80º meridiano est. Confina a nord con il Kazakistan, a ovest con l'Uzbekistan, a sud-ovest con il Tagikistan e a est con la Cina, e il suo territorio copre una superficie di 200105 km². Il Kirghizistan si estende in larghissima parte sulla catena montuosa del Tian Shan, il cui punto più alto è il Pik Pobedy (7439 m s.l.m.) al confine con la Cina, e condivide con il Tagikistan una porzione minore dei monti del Trans-Alaj. Le catene montuose separano tra di loro le aree pianeggianti della valle del Fergana a sud-ovest, della valle di Čuj a nord e della valle del Talas a nord-ovest. Il fiume più importante è il Naryn, che attraversa la gran parte del territorio del Kirghizistan per poi confluire con il Kara Darya nella valle di Fergana in Uzbekistan dando così origine al Syr Darya, uno dei fiumi principali dell'Asia centrale; gli altri fiumi maggiori sono il Ču, il Talas, e il Chatkal. Il lago più esteso è l'Ysyk-Köl, che è un lago salato e il secondo lago alpino più grande del mondo, seguito dal Songköl, dal Čatyr-Köl e dal Saryčelek, mentre il lago artificiale più esteso è il bacino di Toktogul sul fiume Naryn. La principali risorse minerarie del Kirghizistan sono l'oro, l'antimonio e il carbone, inoltre sono presenti giacimenti ristretti di uranio petrolio e gas naturale.

### Clima

Carta della classificazione dei climi di Köppen del Kirghizistan

Le aree più popolose del Kirghizistan hanno prevalentemente un clima continentale e steppico, dovuto dalla grande distanza dal mare e dalla vicinanza ai deserti, inoltre il clima varia notevolmente in base all'altitudine, infatti circa un quarto del territorio è situato a oltre 3500 m s.l.m. pertanto in queste aree si ha il clima della tundra. In generale nelle aree abitate si hanno estati calde e inverni freddi, mentre le precipitazioni si concentrano in autunno, inverno e primavera, mentre l'estate è calda e secca. L'inverno è rigido soprattutto nelle aree montuose e nelle conche, con temperature che possono scendere abitualmente tra −20 °C e −30 °C, anche se sono frequenti brevi periodi di disgelo. In estate, la valle di Fergana registra in luglio temperature medie tra i +25 °C e i +37 °C. Le precipitazioni medie annue oscillano generalmente tra i 300 mm e i 300 mm, con minimi di 144 mm nella parte occidentale dell'Ysyk-Köl e massimi di 1090 mm sui versanti occidentali dei monti Fergana. Le giornate di sole annuali sono circa 247 , con i mesi di marzo e aprile spesso sereni. Le principali aree climatiche sono le seguenti: le valli di Čuj e Talas hanno un clima moderatamente caldo e piuttosto umido, con precipitazioni massime in primavera; il bacino del Ysyk-Köl, ha un clima mitigato dal lago con precipitazioni estive; la valle di Fergana, la valle di Alaj e la valle del Chatkal sono le aree più calde e umide, con molte piogge nella stagione fredda; infine nelle aree interne del Tian Shan il clima freddo e umido, con massime precipitazioni tra maggio e luglio.

### Biodiversità

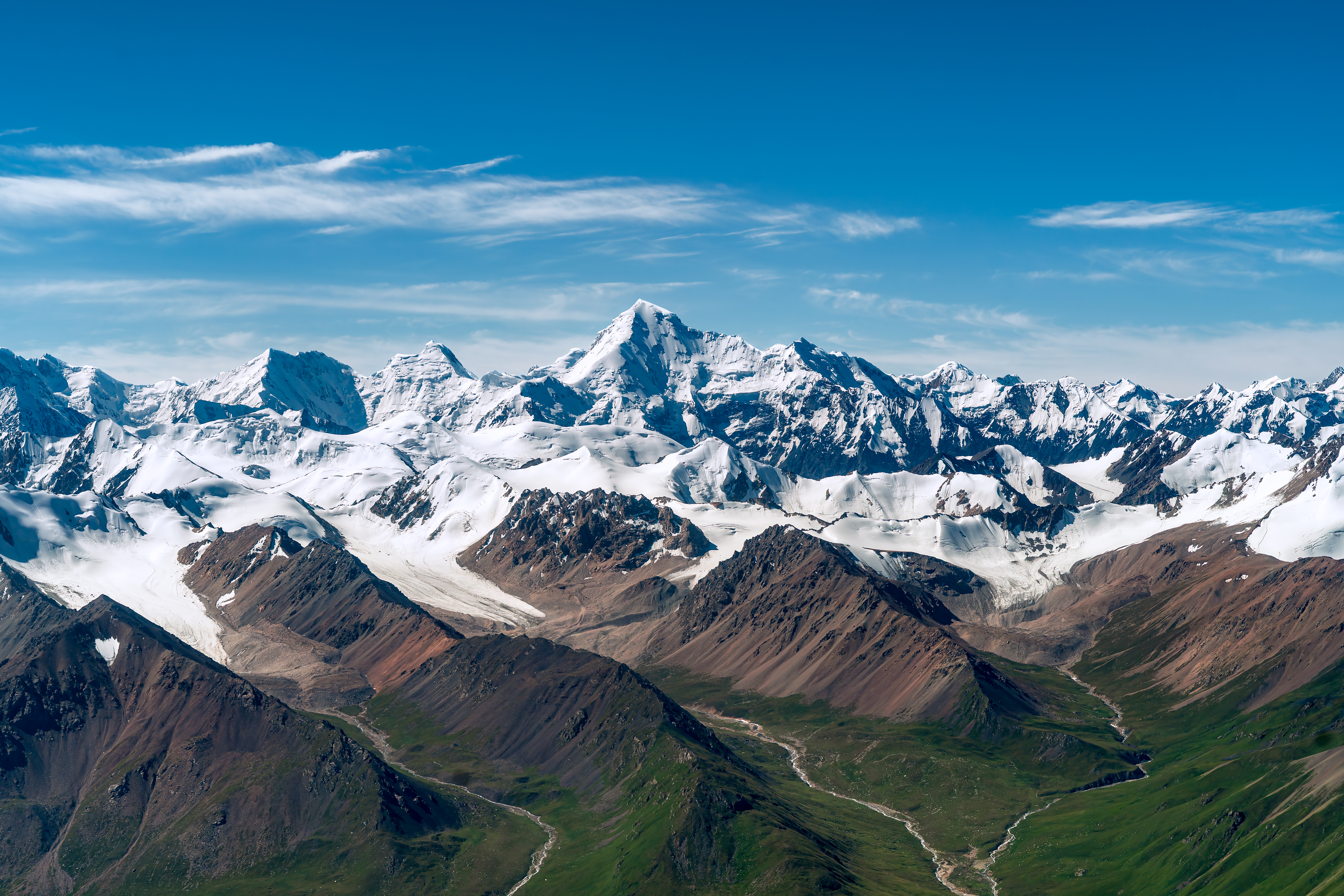
Il parco naturale nazionale Khan Teniri nella regione di Ysyk-Köl

Il territorio del Kirghizistan può essere diviso in sette diverse ecoregioni terrestri: le foreste di conifere del Tian Shan, la steppa degli Alaj-Tian Shan occidentali, i boschi aperti dei Gissar-Alai, la steppa arida pedemontana del Tien Shan, il deserto alpino e tundra del Pamir, i prati e steppa montana del Tien Shan, il deserto dell'Asia centrale settentrionale. Al 2011 le aree naturali protette costituivano  il 52% del territorio, i terreni agricoli il 28%, le risorse forestali idriche il 17%, mentre gli insediamenti e le infrastrutture solo il 3%.
Circa l'86% del territorio è coperto da praterie, che sono popolate principalmente da bestiame di varia taglia. Le foreste coprono solo il 5,6% del territorio e comprendono ginepri, abeti, aceri e una foresta naturale di noce bianco nei pressi del villaggio di Arslanbob. Tra i grandi mammiferi si distinguono l'argali, lo stambecco siberiano e il leopardo delle nevi, animale simbolo del Kirghizistan. Gli endemismi principali sono tra gli invertebrati e tra i pesci del Ysyk-Köl.
I laghi Ysyk-Köl e Saryčelek sono riserve della biosfera dell'UNESCO.
Di notevole importanza paleontologica è la zona della formazione Madygen in cui sono stati ritrovati numerosi fossili di pesci e rettili.

## Demografia
Il paese ha una popolazione complessiva di 6 691 800 abitanti, con una densità media di 21 abitanti per km² (2021). Il 34% vive in centri urbani; le zone più popolate sono la valle di Fergana, nella parte sudoccidentale del paese, e la valle del fiume Ču, nel nord.

### Etnie
I kirghisi costituiscono il 72,6% della popolazione (dati 2014), per il resto formata da uzbeki (14,4%), concentrati perlopiù nella valle di Fergana, russi (6,4%) che vivono principalmente nella capitale e in altri centri industriali, ucraini, tatari e tedeschi. Le tensioni fra uzbeki e kirghisi per la distribuzione di terre e case sfociò, nel 1990, in violenti scontri che causarono la morte di oltre 200 persone; nel 2010 altri scontri ne causarono ufficialmente 191, ma almeno 2000 secondo la presidente ad interim Roza Otunbaeva.

### Religione
La religione maggioritaria è quella musulmana seguita da circa il 90% della popolazione. Circa il 7% della popolazione è di religione cristiana, di cui il 3% cristiana ortodossa, mentre altre religioni sono il 3% (soprattutto ebrei, buddisti e baha'i).

### Lingue
Il Kirghizistan è una delle due ex repubbliche sovietiche dell'Asia Centrale (assieme al Kazakistan) ad aver mantenuto il russo come lingua ufficiale dopo l'indipendenza, affiancandogli il kirghiso - appartenente al gruppo delle lingue turche - il che rende il Kirghizistan un paese bilingue. Questa decisione fu un chiaro segnale di benvenuto nel nuovo paese indipendente per i russi etnici residenti, uno sforzo per ridurre l'inevitabile fuga di cervelli.
Il kirghiso appartiene al gruppo delle lingue turche e fino al XX secolo veniva scritto in alfabeto arabo. Nel 1928 si passò all'alfabeto latino, che ebbe vita breve, perché già nel 1941 fu rimpiazzato dal cirillico.
In generale, la popolazione capisce e parla il russo in tutto il paese, eccetto in alcune aree remote di montagna; il russo è la lingua madre della maggior parte degli abitanti di Biškek, e la maggior parte degli affari economici e politici sono condotti in questa lingua. Fino a poco tempo fa, il kirghiso era una lingua da parlare in ambito familiare e veniva usato di rado durante convegni o altri eventi ufficiali. Tuttavia oggi la maggior parte degli incontri parlamentari sono condotti in kirghiso, con traduzione simultanea per chi non conosce questa lingua.
A grandi linee si può affermare che il russo è predominante nel nord e nel nord-est, il kirghiso nel sud-est e l'uzbeko nel sud, nel sud-ovest e nelle zone di Oš e Žalalabad.

## Ordinamento dello Stato

### Suddivisioni amministrative

Regioni del Kirghizistan

Il Kirghizistan è diviso in sette regioni (oblast'), con due città a statuto speciale, il cui status equivale a quello delle regioni (shaar); le regioni sono a loro volta suddivise in distretti.
Le 7 regioni sono Batken, Čuj, Naryn, Oš, Talas, Ysyk-Köl e Žalalabad. Le due shaar sono la capitale Biškek e Oš, rispettivamente le due città più grandi del Paese.

### Enclavi ed exclavi
Il Kirghizistan ha un'exclave, il minuscolo villaggio di Barak (627 abitanti) nella valle di Fergana, all'interno dell'Uzbekistan, situato tra Andijan e il confine uzbeko-kirghiso.
Viceversa sono presenti quattro enclavi uzbeche all'interno del territorio kirghiso: l'enclave di Sokh (popolata quasi interamente da tagiki) e quella di Shohimardon (a maggioranza uzbeki con circa il 10% di kirghisi). Le restanti due enclavi sono due piccolissimi territori: Chong-Kara (altresì chiamato Kalacha), sul fiume Sokh al confine con l'Uzbekistan e Jangail.
Sono presenti anche due enclavi appartenenti al Tagikistan: Vorukh (poco più di 100 km², con una popolazione stimata tra i 23 000 e i 29 000 abitanti, quasi esclusivamente tagiki, distribuiti in 17 villaggi), 45 chilometri a sud di Isfara sulla riva destra del fiume Karafshin e un piccolo insediamento nei pressi della stazione ferroviaria kirghisa di Kairagach.
Le controversie nella Valle Isfara ritardano il completamento della delimitazione del confine meridionale con il Tagikistan. Inoltre la delimitazione di circa 200 km di confine con l'Uzbekistan è ostacolata da gravi controversie tra i due paesi su enclavi e altre aree.

## Istruzione

### Università
L'Università Nazionale del Kirghizistan è stata fondata nel 1925.

## Politica

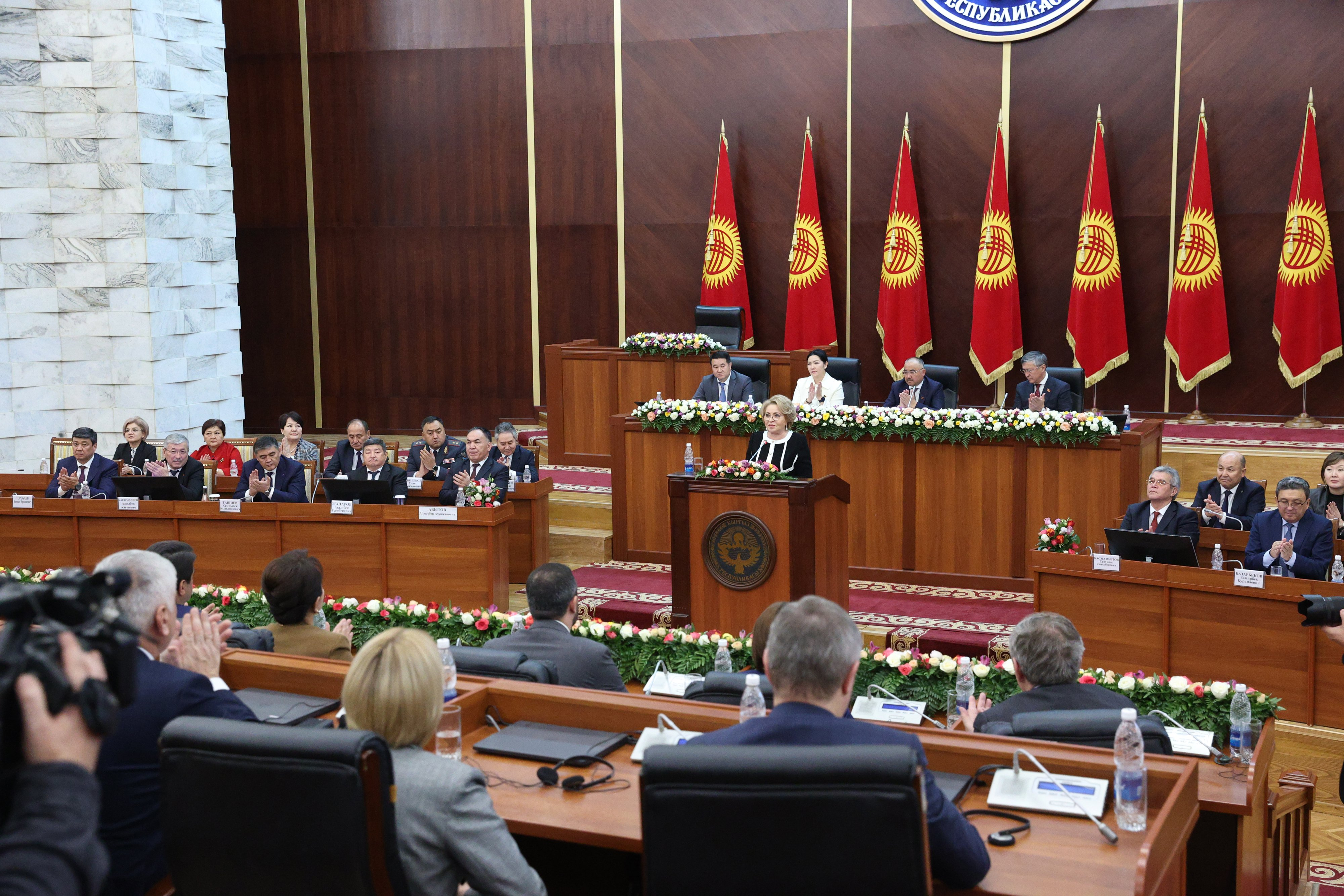
Il Consiglio supremo del Kirghizistan nel novembre 2023

Stato federato all'URSS dal 1936, il Kirghizistan è diventato indipendente il 31 agosto 1991. In base alla costituzione promulgata nel 1993 e successivamente emendata nel 1994, nel 1996 e nel 2016, il Paese è una repubblica parlamentare unitaria. Il presidente può nominare e revocare il primo ministro e i membri del governo e quello di emanare leggi direttamente. L'esercizio del potere legislativo spetta, oltre che al Presidente e in base agli emendamenti costituzionali del 1994, a un parlamento monocamerale, il Consiglio supremo del Kirghizistan, composto da 90 membri.

### Politica estera
Il Kirghizistan è membro delle Nazioni Unite, dell'OCSE, del Fondo Monetario Internazionale, della Comunità degli Stati Indipendenti, del Consiglio Turco, dell'Organizzazione internazionale della cultura turca, dell'Organizzazione di cooperazione economica, dell'Organizzazione della cooperazione islamica, dell'Organizzazione mondiale del commercio, dell'Organizzazione per la Cooperazione di Shanghai e dell'Organizzazione della cooperazione centro-asiatica.

## Economia

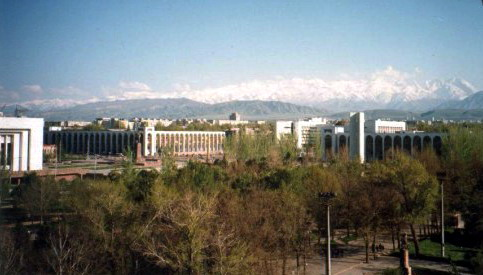
Biškek

Durante il periodo sovietico l'economia del paese, basata tradizionalmente sull'agricoltura, ricevette forte impulso nel settore industriale, che attualmente occupa il 12% della forza lavoro e fornisce il 26,2% del PIL. Il settore più redditizio è quello estrattivo, favorito dalla presenza di vasti giacimenti di carbone, oro, antimonio e uranio, mentre l'industria manifatturiera è ancora limitata alla lavorazione di prodotti agricoli, come lana, carne e pelli. Nel 2012 il prodotto interno lordo del paese, a parità di potere d'acquisto, ammontava a 13,1 miliardi di dollari USA, pari a 2 351 dollari pro capite.
Nonostante la scoperta di alcuni giacimenti di gas naturale e petrolio nella valle di Fergana, il paese è tuttora dipendente dall'importazione di combustibili. I fiumi Naryn e Ču sono impiegati, sebbene non ancora al massimo del loro potenziale, per la produzione di energia idroelettrica.
L'agricoltura occupa il 52% della forza lavoro e, insieme all'allevamento di cavalli, pecore e bovini, costituisce una voce importante per l'economia della nazione (38,6% del PIL nel 2002). Gli estesi sistemi d'irrigazione permettono la coltivazione di cotone, cereali, riso, ortaggi, frutta, tabacco e barbabietole da zucchero.
Il paese, uno dei primi fra le ex repubbliche sovietiche dell'Asia centrale a intraprendere programmi di riforma, dopo l'indipendenza ha vissuto un periodo di stagnazione economica. Il PIL è sceso di circa il 25% nel 1992, con un calo proporzionalmente anche più ingente nella produzione di carbone e di gas. Il governo ha così ripiegato sulla definizione di piani produttivi di stile sovietico per far fronte alla crisi nel settore energetico. Le conflittualità etniche hanno rallentato la privatizzazione delle terre, ma un compromesso legislativo sulla loro distribuzione è stato comunque raggiunto.
È stata inoltre introdotta una riforma monetaria nell'ambito della quale la banca centrale è stata resa indipendente dal controllo parlamentare e governativo, e ciò ha permesso al Kirghizistan di diventare la prima delle ex repubbliche sovietiche a coniare, nel 1993, una propria moneta (il som kirghiso), violando però le regole stabilite dalla CSI e incontrando l'opposizione da parte di numerosi stati vicini. Nel gennaio del 1994 il Paese ha formato con il Kazakistan e l'Uzbekistan un'area di libero scambio commerciale.
I fiumi del Kirghizistan offrono un vasto potenziale nel settore dell'energia idroelettrica, sebbene oggi coprano soltanto il 25% del fabbisogno nazionale, e l'espansione degli impianti già esistenti, così come la creazione di nuove centrali, non mancheranno di far emergere importanti questioni ambientali. Le riserve kirghise di acqua dolce, intrappolate sotto forma di ghiacciai, restano oggi la più grande risorsa naturale del paese.

## Cultura

### Letteratura

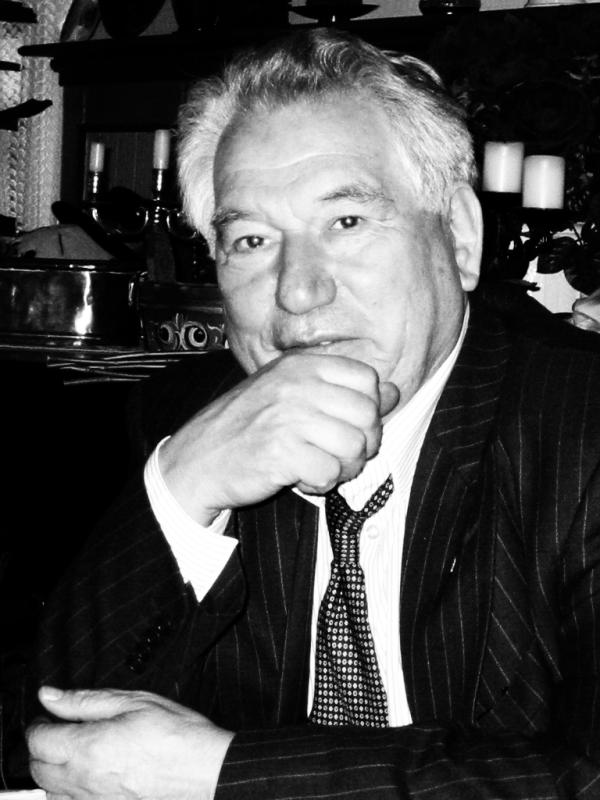
Lo scrittore Čyngyz Ajtmatov.

Il capolavoro della letteratura popolare kirghisa è l'epica del Manas, nome di un leggendario condottiero kirghiso che guida il suo popolo nelle guerre contro i mongoli calmucchi. L'opera ebbe per secoli una tradizione essenzialmente orale, in alcune versioni raggiunge i 400 000 versi e, fatto più sorprendente, ha continuato a venire recitata, mimata e ampliata da aedi specializzati (detti akyn) almeno da cinque secoli a questa parte, venendo parzialmente trascritta e studiata solo a partire dal XIX secolo.
Nell'Ottocento abbiamo anche akyn che compongono o raccolgono e cantano saghe di tono filosofico o politico (anti-zarista) come ad esempio Toktogul Satylganov, Barpy Alikulov, Togolok Moldo, tutti personaggi che godettero di grande popolarità e in generale cominciarono a trascrivere le proprie composizioni solo dopo la Rivoluzione d'ottobre.
Una letteratura kirghisa colta si sviluppa soprattutto a partire dall'era sovietica allorché la lingua adottò l'alfabeto cirillico. Negli anni Trenta vengono introdotti il dramma e la novella su modelli europei, e si comincia a tradurre molto dal francese e dal russo; diversi scrittori si esprimono in russo o sono comunque bilingui. A livello estetico e tematico, la letteratura kirghisa di epoca sovietica si sintonizza ampiamente con i dettami del "realismo socialista" e l'estetica delle "forme nazionali" dell'arte. Tra gli autori emerge soprattutto Čyngyz Ajtmatov, già ministro del governo Gorbačëv e ambasciatore del Kirghizistan a Bruxelles, ha avuto diverse onorificenze straniere affermandosi sul piano internazionale con il racconto Jamila e con i romanzi Il battello bianco (1970) e Patibolo (il quale ultimo, riprende un po' il tema de Il maestro e Margherita di Bulgakov). Con la recentemente riacquistata indipendenza, dopo la caduta dell'URSS, si sono messe in moto altre complesse dinamiche di distanziamento dalla cultura russa e di contemporaneo rinsaldamento del legame con la tradizione islamica da un lato, e con il patrimonio folcloristico-culturale panturco dall'altro.
Da ricordare infine che esistono nel Paese altre tradizioni letterarie legate alle due minoranze più importanti: russa e uzbeka.
Il poeta italiano Giacomo Leopardi si richiamò a tradizioni dei pastori kirghisi nel comporre il Canto notturno di un pastore errante dell'Asia.

### Musica
Nel panorama musicale kirghiso possiamo ricordare il compositore Abdylas Maldybaev e Toktogul Satılgan, noto cantante folkloristico, e Ulukmanapo in campo hip hop.

### Patrimoni dell'umanità
Alcuni siti del Kirghizistan sono stati iscritti nella Lista dei patrimoni dell'umanità dell'UNESCO.

### Missioni spaziali
- 23 gennaio 1998: Saližan Šakirovič Šaripov [36] è il primo cosmonauta kirghiso a andare nello spazio

## Ricorrenze nazionali
| Data      | Nome                                                                                   | Significato                                                                 |
| --------- | -------------------------------------------------------------------------------------- | --------------------------------------------------------------------------- |
| 9 maggio  | Giorno della vittoria (Жеңиш күнү День Победы)                                         | Celebra la vittoria sovietica sul nazismo                                   |
| 31 agosto | Giorno dell'indipendenza (Кыргыз Республикасынын Эгемендүүлүк күнү День независимости) | Celebra l'indipendenza della Repubblica del Kirghizistan dall'URSS nel 1991 |

## Gastronomia
La cucina kirghisa può essere collocata nell'ambito della cucina dell'Asia centrale.

## Sport
Lo sport nazionale è il Kok boru anche chiamato Buzkashi, è un gioco equestre simile al polo in cui i partecipanti, ovvero i cavalieri delle due squadre formate da 4 giocatori, 2 attaccanti e 2 difensori, si scontrano usando la carcassa di una capra morta o di un cucciolo di Yak come palla per fare punti nelle 4 porte chiamate Tai kazan poste alle estremità di un campo di 200 metri di lunghezza per 70 metri di larghezza. Le partite sono formate da 3 tempi da 20 minuti.
Sorta in seguito allo scioglimento dell'URSS, la nazionale di calcio del Kirghizistan ha come suo capocannoniere Anton Zemljanuchin con 13 reti.

### Giochi olimpici
Il Kirghizistan ha vinto la sua prima medaglia olimpica nel judo con Aidyn Smağulov, medaglia di bronzo ai Giochi olimpici di Sydney 2000.

### Lotta
Riguardo alla lotta da ricordare l'importante affermazione di Aisuluu Tynybekova, due volte oro mondiale nel 2019 e nel 2021.